# 无侦-8无人侦察机

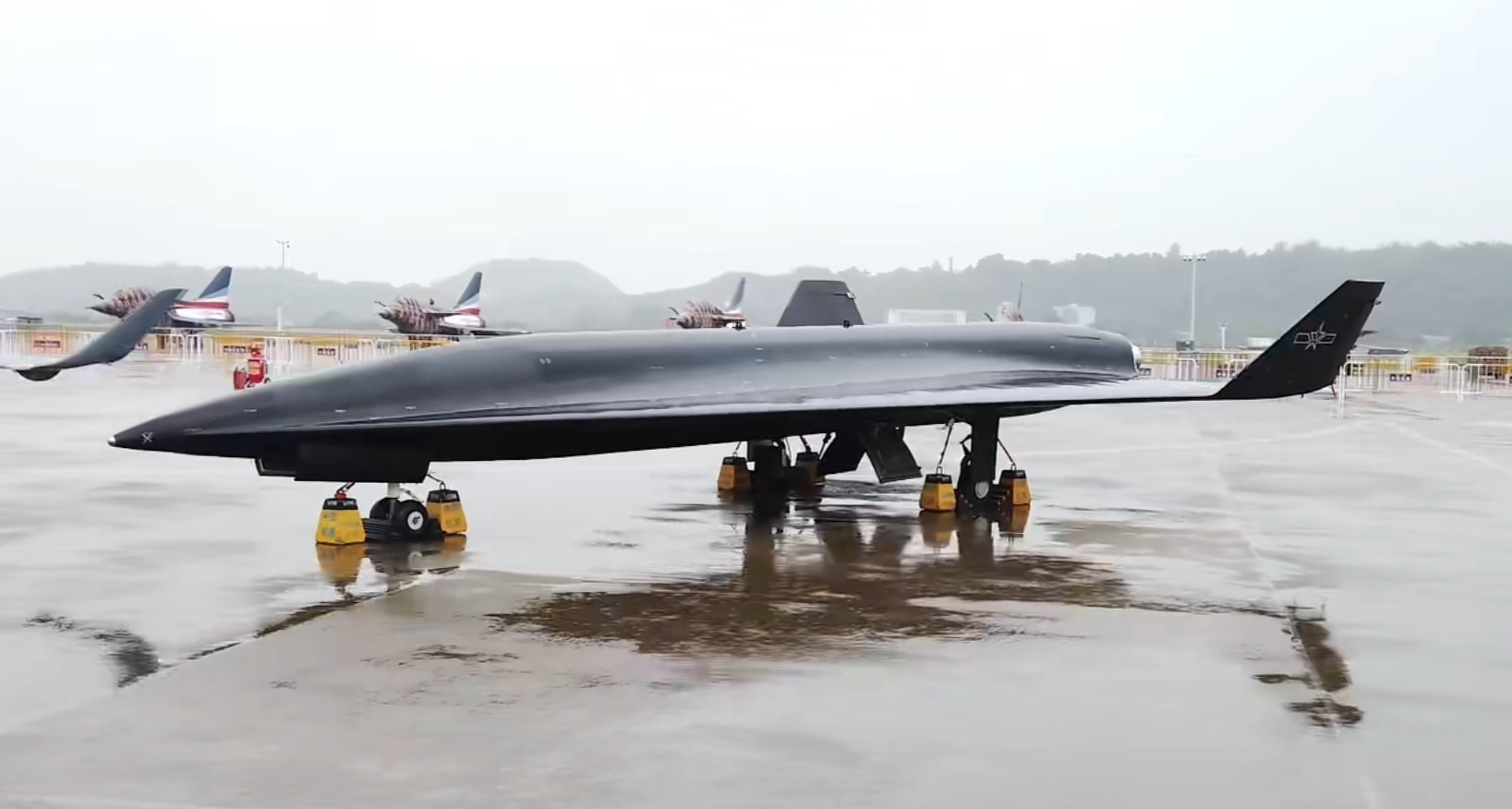
2022珠海航展上的无侦-8

无侦-8高空高速隐形无人侦察机是中国航空工业集团公司成都飞机设计研究所研制的一款高空高速隐形无人侦察机，无侦-8无人机在2019年中国国庆70周年阅兵式上首次出现。根据中国官媒公布的数据，无侦-8机长11.5米，高2.2米，机宽6.7米，超音速飞行状态下速度可以达到6马赫，最大飞行高度达50000米。无侦-8是中国目前首款已公开的大型超音速无人机，也是中国首款飞行高度超30公里的无人机。无侦-8在飞行速度和飞行高度上，已经远远超过了美军第一代“黑鸟”SR-71侦察机。

## 历史
2019年中国国庆70周年阅兵式上无侦-8无人侦察机首次公开出现。讲解时只用了“高空高速，战略侦察”的模糊描述。
中国第十三届珠海航展将于2021年9月28日开幕。根据最新网传视频显示，中国神秘的“翔龙”无人机以及目前已公开的首款大型超音速无人机无侦-8将在珠海参加展览。
根据2023年4月18日的《华盛顿邮报》一篇文章中披露的美国情报文件，2022年8月9日拍摄的卫星图像（可能由美国国家侦察局提供）显示，位于东部战区的安徽省六安机场，可能已成为无侦-8的主基地之一。在该空军基地内有无侦-8的地面活动，其中一架无人机停放在机库内，另一架则被拖行在跑道上。 

## 数据
无侦-8采用了无尾三角翼布局，无侦-8的机背中轴线，还有两个串列布置的挂耳，可以吊挂在运-20或是轰-6系列的机腹下，通过前者携带飞到高空后再释放起飞。无侦-8采用两台液体火箭发动机作为动力。